# Chomętowo (gromada w powiecie gryfickim)
Chomętowo – dawna gromada, czyli najmniejsza jednostka podziału terytorialnego Polskiej Rzeczypospolitej Ludowej w latach 1954–1972.
Gromady, z gromadzkimi radami narodowymi (GRN) jako organami władzy najniższego stopnia na wsi, funkcjonowały od reformy reorganizującej administrację wiejską przeprowadzonej jesienią 1954 do momentu ich zniesienia z dniem 1 stycznia 1973, tym samym wypierając organizację gminną w latach 1954–1972.
Gromadę Chomętowo z siedzibą GRN w Chomętowie utworzono – jako jedną z 8759 gromad na obszarze Polski – w powiecie gryfickim w woj. szczecińskim na mocy uchwały nr V/43/54 WRN w Szczecinie z dnia 5 października 1954. W skład jednostki weszły obszary dotychczasowych gromad Chomętowo, Czaplin Mały, Czaplin Wielki i Sadlno ze zniesionej gminy Sadlno w tymże powiecie. Dla gromady ustalono 10 członków gromadzkiej rady narodowej.
31 grudnia 1959 z gromady Chomętowo wyłączono miejscowości Sadlno i Sadlenko, włączając je do gromady Rogozina w tymże powiecie, po czym gromadę Chomętowo zniesiono, włączając jej (pozostały) obszar do gromady Cerkwica w tymże powiecie.